# Levinellidae
Levinellidae är en familj av svampdjur. Levinellidae ingår i ordningen Clathrinida, klassen kalksvampar, fylumet svampdjur och riket djur. Enligt Catalogue of Life omfattar familjen Levinellidae 4 arter. 
Kladogram enligt Catalogue of Life:
| Levinellidae | \| \| Burtonulla \| \| \| \| \| \| Levinella \| \| \| \| \| \| Sycettaga \| \| \| \| |
|              | \| \| Burtonulla \| \| \| \| \| \| Levinella \| \| \| \| \| \| Sycettaga \| \| \| \| |
|              | Clathrinidae                                                                         |
|              |                                                                                      |
|              | Leucaltidae                                                                          |
|              |                                                                                      |
|              | Leucascidae                                                                          |
|              |                                                                                      |
|              | Leucettidae                                                                          |
|              |                                                                                      |
|              | Leucomalthe                                                                          |
|              |                                                                                      |
|              | Soleneiscidae                                                                        |
|              |                                                                                      |
|              | Burtonulla                                                                           |
|              |                                                                                      |
|              | Levinella                                                                            |
|              |                                                                                      |
|              | Sycettaga                                                                            |
|              |                                                                                      |

|  | Burtonulla |
|  |            |
|  | Levinella  |
|  |            |
|  | Sycettaga  |
|  |            |